# سي بي إس
شبكة كُولومبيا للبث (Columbia Broadcasting System أو CBS) هي من أشهر شبكات التلفزيون في الوَلاَيات المتَّحدة الأمريكيَّة. امتلكت الشَّرِكَة سابقاً من قَبل فياكوم (Viacom)، وَبَعد الانفصال عَنهَا نهاية عام 2005 أصبَحَت الآن من ضمنَ شركة CBS بَدَأت الهيئة عام 1927 في الإذاعة، وعام 1939 في التلفزيون. تُعتبر الهيئة واحدة من كبرى الشبكات التلفزيونيَّة الأَربَع في الوَلاَيات المتَّحدة، مَع أيه بي سي، وهيئة الإذاعة الوطنية، وشبكة فوكس التلفزيونية.
يقع المقر الرَئِيسيّ للشبكة في مَدِينَة نِيُويُورك، مَع مكاتب الإِنتاج الرَئِيسيّة والعمليَّات في مَركَز البث في نِيُويُورك، ويَقع مَركَز كلّ من «سي بي إس تلفجن سيتي» و«سي بي إس ستوديو سنتر» في لوس أنجلوس، يُشير "CBS" إلى الاسم القانونيّ السَّابِق (بالإنجليزية: Columbia Broadcasting System)‏ الَّذِي استخدمته الشَّبَكَة من عام 1928 إلى عام 1974،  وَفِي عام 2000 أصبَحَت شبكة سي بي إس تحت سيطرة «شَّرِكَة فياكوم»، والَّتِي شُكلت كجزء من شبكة سي بي إس في عام 1971، وَفِي عام 2005 أنقسمت شَّرِكَة فياكوم إلى شركتين مُنفصلتين وأعادت تَأسِيس «شَّرِكَة سي بي إس» للعرض التليفزيوني الإذاعي والراديو والتلفزيون الكابلي والأصول غير الإذاعيَّة.
في 2017 باعت سي بي إس قسم الراديو الخاصّ بِهَا إلى «إنتركوم»،  ويمتلك مُساهمي شَّرِكَة سي بي إس 72 بالمائة من أسهم إنتركوم،  وَلَم تُعدّ سي بي إس تمتلك أو تشغل أي محطَّات إذاعية مباشرةً، لكنّها لَا تزال تُقَدَم نشرات الأخبار الإذاعيَّة للشركات الإذاعيَّة التَّابِعَة لَهَا ولملاك محطاتها الإذاعيَّة السَّابِقَة، وترخص حُقوق اِستِخدام العلّامات التجاريَّة لشبكة سي بي إس بموجب عقد طويل الأَجَل. احتَّلت سي بي إس المرتبة 197 في قَائِمَة فورتشين 500 لعام 2018 من أكبر الشَّرِكَات الأمريكيَّة من حيثُ الإيرادات.

## التاريخ

### سنوات الراديو المبكرة
تعود أصول «سي بي إس» إلى 27 يناير 1927 عَندَمَا أَسّس وكيل المواهب في نِيُويُورك آرثر جودسون شبكة (بالإنجليزية: United Independent Broadcasters)‏ في شيكاغو، وسُرعان مَا احتاجت الشَّبَكَة الوليدة إلى مستثمرين إضافيين، حيثُ أنقذتها «شَّرِكَة كُولومبيا فونوغراف» في أبريل 1927 وهي الشَّرِكَة المصنعة لكولومبيا ريكوردز، وبدأ بث الشَّبَكَة باسمها الجَدِيد في 18 مايو 1927، مَع عرض قدمته أوركسترا «هوارد إل بارلو».
بحلول نهاية عام 1927 أرادت «شَّرِكَة كُولومبيا فونوغراف» الخروج من الشراكَة بسبب التكاليف التشغيلية الباهظة لَا سِيمَا المدفوعات لِشَرِكَة إيه تي آند تي لاستخدام خطوطها الأرضية،  وَفِي أوائل 1928 باعَ جودسون الشَّبَكَة إلى «إسحاق ليفي» و«ليون ليفي» وشريكهم جيروم لوشيم، وَلَم يكن أي منهم مُهتم بتولي الإِدَارَة اليومية للشبكة، لذا فَقَد عينوا «ويليام إس بالِي» لإدارة الشَّبَكَة، والَّذِي قام بتبسيط اسم الشَّرِكَة إلى «نِظَام بث كُولومبيا»،  وَكَان يؤمن بقوة الإعلانات الإذاعيَّة،  وبحلول سبتمبر 1928 اشترى بالِي حصّة لوشيم من سي بي إس وأصبح مالكها الأكبر بنِسبَة 51 بالمائة من الأَعمَال.

## برامج القناة
- مايك و مولي
- نادي ميكي ماوس في عام 1977
- ريسكيو 911 (1989 - 1996).

## رؤساء سي بي إس الترفيهية
| تنفيذي           | شرط         |
| ---------------- | ----------- |
| آرثر جودسون      | 1927-1928   |
| فرانك ستانتون    | 1946-1971   |
| لويس كوان        | 1957-1959   |
| جيمس توماس أوبري | 1959-1965   |
| مايكل دان        | 1963-1970   |
| فريد سيلفرمان    | 1970-1975   |
| آرثر ر.تايلور    | 1972-1976   |
| جون باك          | 1976 – 1980 |
| ب. دونالد جرانت  | 1980-1987   |
| كيم لي ماسترز    | 1987-1990   |
| جيف ساجانسكي     | 1990-1994   |
| بيتر تورتوريسي   | 1994-1995   |
| ليزلي مونفيس     | 1995-1998   |
| نانسي تيلم       | 1998-2004   |
| نينا تاسلر       | 2004-2015   |
| جلين جيلر        | 2015-2017   |
| كيلي كال         | 2017–2022   |
| إيمي ريزنباخ     | 2022–الآن   |

## وصلات خارجية
- سي بي إس على موقع IMDb (الإنجليزية)
- الموقع الرسمي